# هولندا في الألعاب الأولمبية
هولندا في الألعاب الأولمبية الألعاب الأولمبية لها شعبية كبيرة في هولندا، تقوم اللجنة الأولمبية الهولندية بإدارة شؤون هولندا في مشاركاتها في الألعاب الأولمبية، أول دورة إشتركت فيها هولندا في الألعاب الأولمبية كانت في دورة الألعاب الأولمبية الصيفية 1900 في باريس عاصمة فرنسا، وإستضافت مدينة أمستردام عاصمة هولندا الأولمبياد في دورة 1928، حيثا شاركت هولندا في تلك الدورة بأكبر عدد رياضيين في تاريخها، تعتبر هولندا من أفضل المتنافسة في الألعاب الأولمبية حيث أنها عادةً ما تحتل المراكز ال20 الأولى في كل دورة، حققت هولندا أفضل النتائج لها في دورة الألعاب الأولمبية الصيفية 2000 في سيدني في أستراليا بعد أن فازت ب25 ميدالية منها 12 ميدالية ذهبية وإحتلت حينها المركز 8، في الألعاب الأولمبية الشتوية بدأت هولندا بالمشاركة في دورة دورة 1928 في سان موريتز في سويسرا، وتحقق هولندا في الألعاب الشتوية نتائج جيدة حيث أنها عادةً ما تحتل المراكز ال10 الأولى في كل دورة، أكثر الرياضات التي تنافس فيها هولندا هي السباحة و سباق الدراجات الهوائية و الفروسية و التجديف و ألعاب قوى و الإبحار و هوكي الحقل و الجودو.